# Epirhyssa insolita
Epirhyssa insolita är en stekelart som först beskrevs av Baltazar 1962.  Epirhyssa insolita ingår i släktet Epirhyssa och familjen brokparasitsteklar. Inga underarter finns listade i Catalogue of Life.